# コリャーク管区

旗

コリャーク管区（ロシア語: Корякский округ、コリャーク語: Чав’чываокруг、Koryakskii obrug）は、ロシア連邦極東連邦管区カムチャツカ地方の管区。行政の中心はパラナ。
ソ連時代の名称はコリャーク民族管区。その後は、カムチャツカ州に属しながらも別個の連邦構成主体である自治管区・コリャーク自治管区 (Корякский автономный округ、Koryakskii avtonomnyi okrug）となった。2007年、カムチャツカ州との合併により、連邦構成主体ではない管区となった。

## 基本情報
- 面積 301,500km²
- 人口 25,157人（2002年）
- 人口密度 0.1 人/km²

人口はロシア連邦の行政単位のなかで2番目に少ない。

## 地理
カムチャツカ半島の北半分を占める。半島の東に位置するカラギン島を含む。
北はチュクチ自治管区と隣り合う。東は太平洋、西はオホーツク海に面する。行政の中心であるパラナは、モスクワから1万2866km。
亜寒帯気候。1月の平均気温は-24度から-26度。7月の平均気温は+10度から+14度。年間の降水量は300mmから700mm。

## 住民
住民の62.0%がロシア人。そのほか、この地域の先住民族以外では、ウクライナ人（7.2%）、タタール人（1.2%）、ベラルーシ人（1.0%）など。
この地域の先住民族が住民の約4分の1を占める。
- コリャーク人（16.4%）
- チュクチ人（3.6%）
- イテリメン人（3.0%）
- エヴェン人（1.8%）

## 歴史
17世紀半ばにカムチャツカ半島北部でロシア人とコリャーク人の接触があった。1930年に民族管区として設けられた。現在も、都市と呼べるほどの規模の地域はない。

## 産業
漁業、木材加工、トナカイの飼育など。

## 標準時
この地域は、カムチャツカ時間を使用している。時差はUTC+12時間で夏時間はない。

2010年3月28日まではカムチャツカ時間を使用し、時差は通常はUTC+12時間、夏時間はUTC+13時間であったが、ドミートリー・メドヴェージェフ政権による国内時間帯の削減策（「時の改革」）によりマガダン時間に統合された。2011年には従来のマガダン夏時間が通年で適用されるようになった（詳細は「カムチャツカ時間」を参照）。2014年に再び標準時の変更が行われ、この地域はカムチャツカ時間が適用されるようになった。